# Al Minhad Air Base
Al Minhad Air Base (engelska: Al Minhad AB, arabiska: قاعدة المنهاد الجوية) är en flygbas i Förenade Arabemiraten.   Den ligger i emiratet Dubai, i den nordöstra delen av landet, 120 kilometer nordost om huvudstaden Abu Dhabi. Al Minhad Air Base ligger 44 meter över havet.
Terrängen runt Al Minhad Air Base är platt.  Trakten runt Al Minhad Air Base är ganska tätbefolkad, med 214 invånare per kvadratkilometer.. 
Trakten runt Al Minhad Air Base är ofruktbar med lite eller ingen växtlighet.